# Автошлях О 020303
Автошля́х О 020303 — автомобільний шлях довжиною 19.2 км, обласна дорога місцевого значення в Вінницькій області. Пролягає по Вінницькому району від смт Стрижавка до села Гущинці.